# ヒュッリイェト
ヒュッリイェト（Hürriyet (トルコ語発音: [hyɾ.ɾiˈjet] ( 音声ファイル))）は、トルコの日刊紙。1948年に創刊されたトルコの主要紙であり、発行部数は2018年時点で約31万部である。

## 名称
ヒュッリイェトはトルコ語で自由を意味する。日本語では「ヒュリイェト」や、「ヒュリエット」、「ヒューリエット」とも称される。

## 歴史
『ヒュッリイェト』は1948年にセダト・シマヴィによって創刊された。『ヒュッリイェト』は1994年にドアン・ホールディングスに売却された。2018年にドアン・ホールディングスはメディア部門をエルドアン寄りとされるデミリョレン・ホールディングに売却した。これによって『ヒュッリイェト』はデミリョレン・ホールディングから発行されるようになった。2019年には『ヒュッリイェト』は45人のジャーナリストを解雇した。

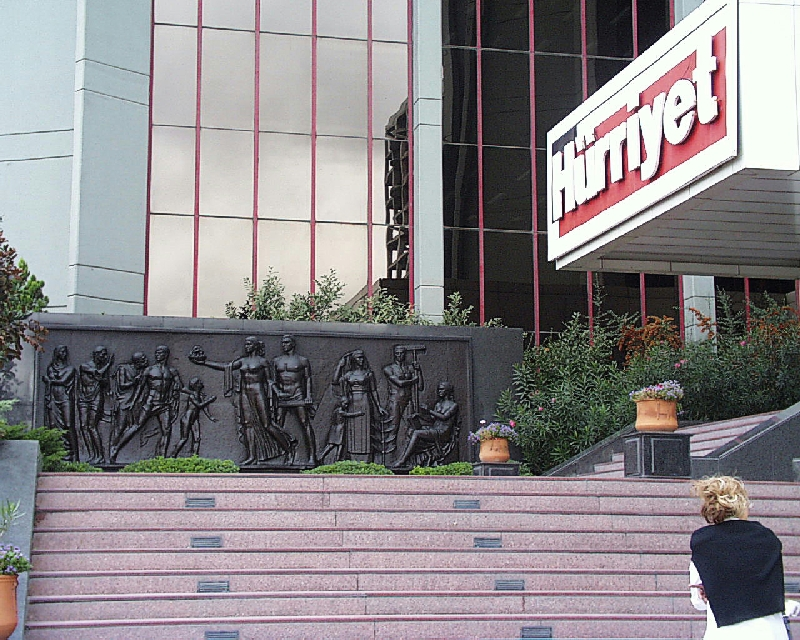
イスタンブールのギュネシュリにあるヒュッリイェト本社
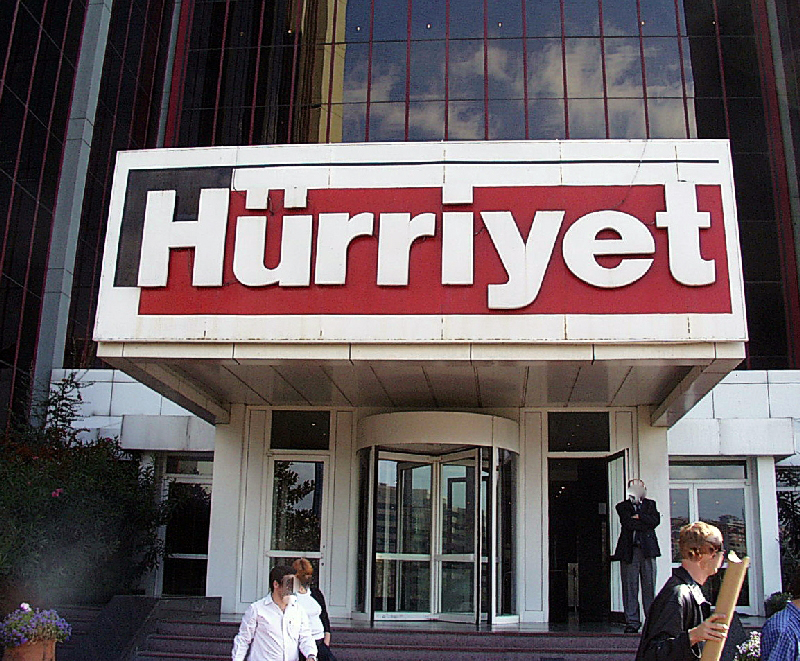
イスタンブールのギュネシュリにあるヒュッリイェト本社

## 税金罰金論争
2009年2月、Doğan Group/Petrol Ofisiによる脱税で8億2,620万TL (5億2,300万US$) の罰金が科せられ、イスタンブール証券取引所はドアン・ホールディングスの株式売買を停止した。
2009年9月、ドアン・グループは過去の不正納税の容疑で25億US$の罰金を科された。